# 油坂峠
油坂峠（あぶらさかとうげ）は、国道158号上にある福井県大野市と岐阜県郡上市を結ぶ峠。最高地点の標高は780 m。

## 名前の由来
複数の説がある。
1. 1575年（天正3年）の織田信長による越前一向一揆討伐で郡上遠藤氏がこの峠を守備した一揆軍を討った際、流れた血が油のようにぬるぬるして道が滑って歩けなかったことから「油坂」と名づけられたとする説。
2. 岐阜県側から峠までの標高差が約420 mと険しく、峠を上る道で旅人がだらだらと油汗をかいたことから「油坂」と名づけられたとする説。岐阜県側の標高差は、油坂峠道路の構造（ループ状の高架橋とトンネルを組み合わせることで勾配をできるかぎり緩和している）を見ても実感できる。

## 現況
現在は1986年（昭和61年）11月18日に供用を開始した国道158号越美トンネル（越美通洞）によって通年往来が可能である。同トンネルは、1999年（平成11年）4月26日に中部縦貫自動車道の一部である油坂峠道路に編入され、現在では東海北陸自動車道と連絡している。

### 旧道
なお、旧道の油坂隧道は1889年（明治22年）に開通した。当初は人道隧道だったが段階的に拡大され、現在では車両同士の対面通行が可能である。大野市の旧油坂峠料金所の手前にある分岐の細い道を分け入ると到達する。さらに、油坂隧道の脇にある山道を行くと油坂峠に行くことが可能である。この油坂隧道を含む旧区間は、油坂峠道路が自動車専用道路であることから、現在も国道158号の一部である。
油坂峠道路が2005年（平成17年）9月30日に無料開放されるまでは旧区間でも除雪をおこない冬期も通行可能としていたが、現在は旧道は冬期通行止となる。

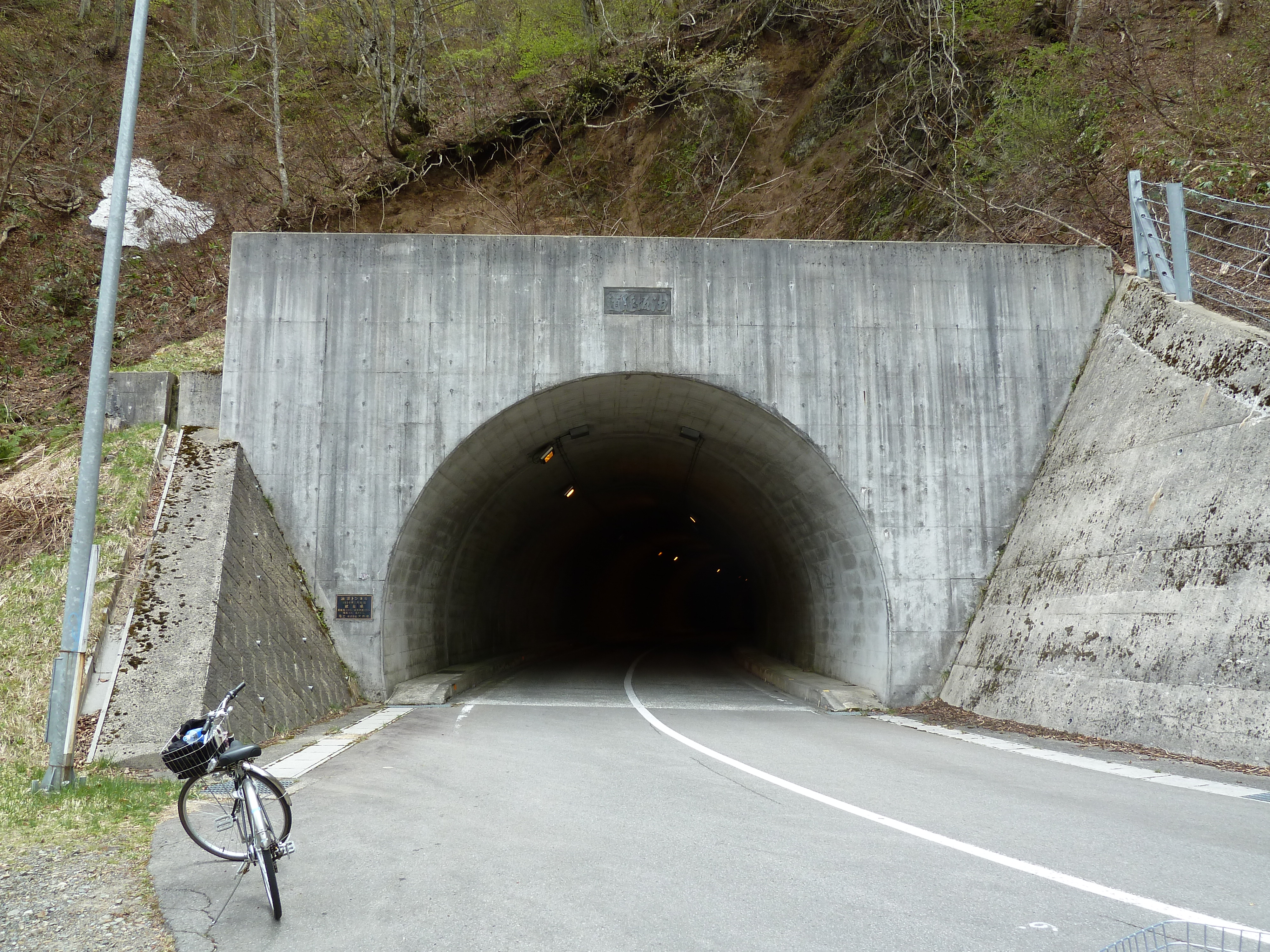
油坂トンネル「岐阜県側」
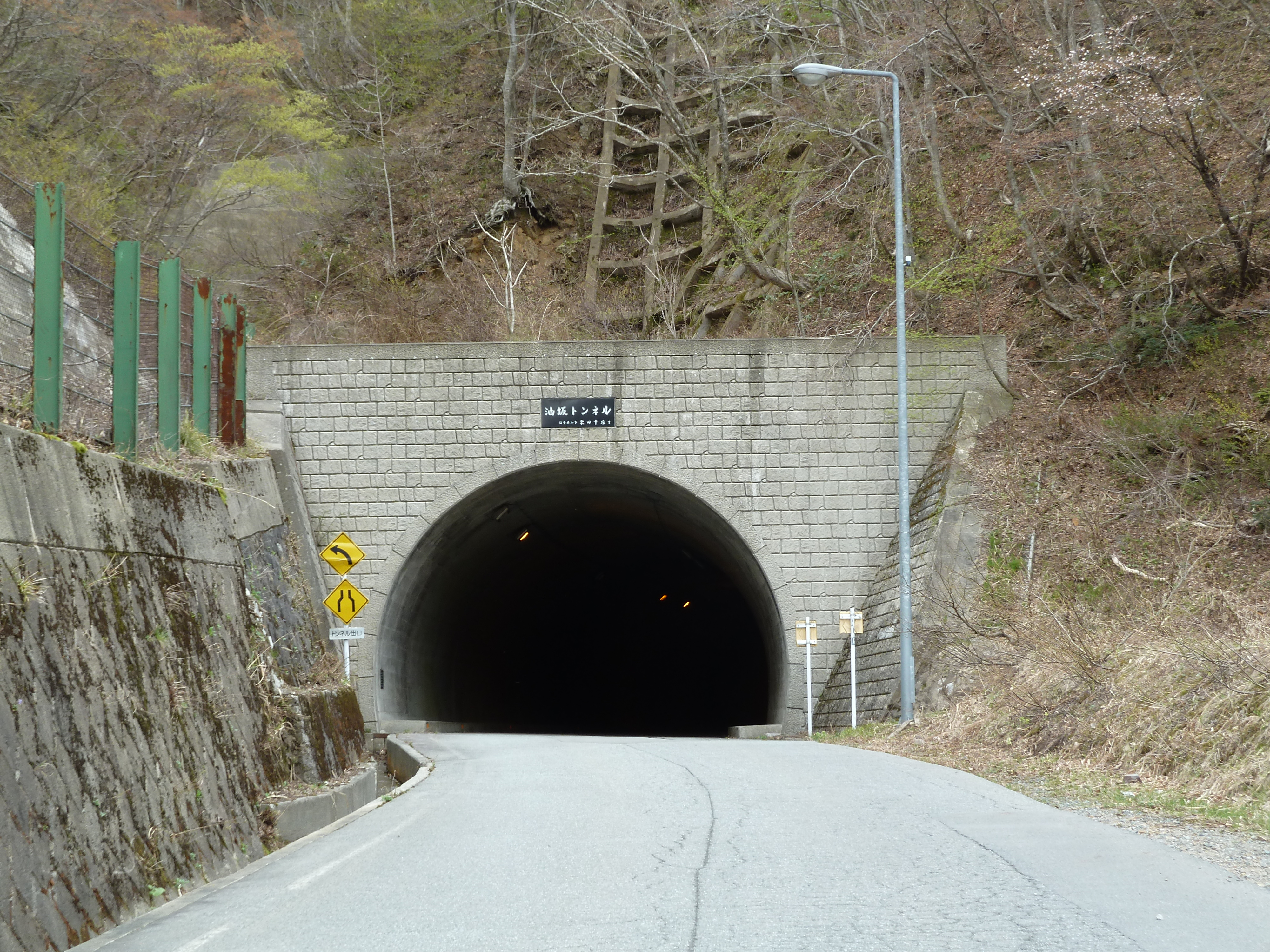
油坂トンネル「福井県側」